# 스타마정
스타마정(須玉町)은 야마나시현 북서부 기타코마군에 놓여졌던 정이다.
스타마정의 유래는 스타마강으로부터 유래되었다.
2004년 11월 1일에 스타마정을 포함한 기타코마군 7정촌이 합병, 호쿠토시가 되어 소멸하였다.

## 지리
정 북부 나가노현과의 현 경계 부근은 오쿠치치부 산괴의 서쪽 끝에 위치한다.

## 역사
- 1955년 3월 31일 - 와가미코촌, 호타리촌, 다마촌, 쓰가네촌이 합병해 스타마정이 성립하였다.
- 1956년 9월 30일 - 에구사촌을 편입하였다.
- 1959년 4월 1일 - 마스토미촌을 편입하였다.
- 2004년 11월 1일 - 기타코마 군(北巨摩郡) 아케노촌(明野村), 오이즈미촌(大泉村), 다카네정(高根町), 나가사카정(長坂町), 하쿠슈정(白州町), 무카와촌(武川村과 합병해 호쿠토시가 되었다. 동일 스타마정은 폐지되었다.

## 교통

### 철도
- 동일본 여객철도
  - 주오 본선 (전철은 지나가지만 역은 설치되지는 않았다.)

### 도로
- 주오 자동차도
- 국도 141호선